# Christophe Mengin
Christophe Mengin (Cornimont, Lorena, 3 de septiembre de 1968) es un ciclista francés que fue profesional entre 1995 y 2008.
Se convirtió en profesional en 1995 después de haber sido fiel al Vélo-Sprint de Anould en amateurs donde consiguió el triunfo en el Circuit des Mines como victoria más destacada un año antes de subir al profesionalismo.

## Palmarés
1993
- 1 etapa de la Carrera de la Paz

1994
- 1 etapa de la Vuelta a Austria
- Circuito des Mines

1997
- 1 etapa de los Tres días de La Panne
- 1 etapa del Tour de Francia[1]

1998
- Campeonaato de Francia de ciclocrós
- 1 etapa del Trofeo Castilla y León

1999
- Gran Premio de Plouay

2003
- Gran Premio Cholet-Pays de Loire

2007
- 1 etapa de la Estrella de Bessèges

## Resultados en Grandes Vueltas y Campeonatos del Mundo
| Carrera         | Carrera         | 1995 | 1996 | 1997 | 1998 | 1999 | 2000 | 2001  | 2002 | 2003  | 2004 | 2005 | 2006  | 2007 | 2008 |
| --------------- | --------------- | ---- | ---- | ---- | ---- | ---- | ---- | ----- | ---- | ----- | ---- | ---- | ----- | ---- | ---- |
|                 | Giro de Italia  | —    | —    | —    | —    | —    | —    | —     | —    | —     | —    | —    | —     | —    | —    |
|                 | Tour de Francia | Ab.  | —    | 48.º | 66.º | 70.º | 96.º | 102.º | 86.º | 110.º | 84.º | Ab.  | 129.º | —    | —    |
|                 | Vuelta a España | —    | Ab.  | —    | —    | —    | —    | —     | —    | —     | —    | —    | —     | —    | —    |
| Mundial en Ruta | Mundial en Ruta | —    | —    | —    | —    | Ab.  | 81.º | —     | —    | —     | —    | —    | —     | —    | —    |

—: no participa

Ab.: abandono

## Equipos
- Chazal/Petit Casino (1994[2] -1996)
  - Chazal-MBK-König (1994-1995)
  - Petit Casino-C'est votre équipe (1996)
- Française des Jeux (1997-2008)
  - La Française des Jeux (1997-2002)
  - Fdjeux.com (2003-2004)
  - Française des Jeux (2005-2008)